# Lucrezia Buti

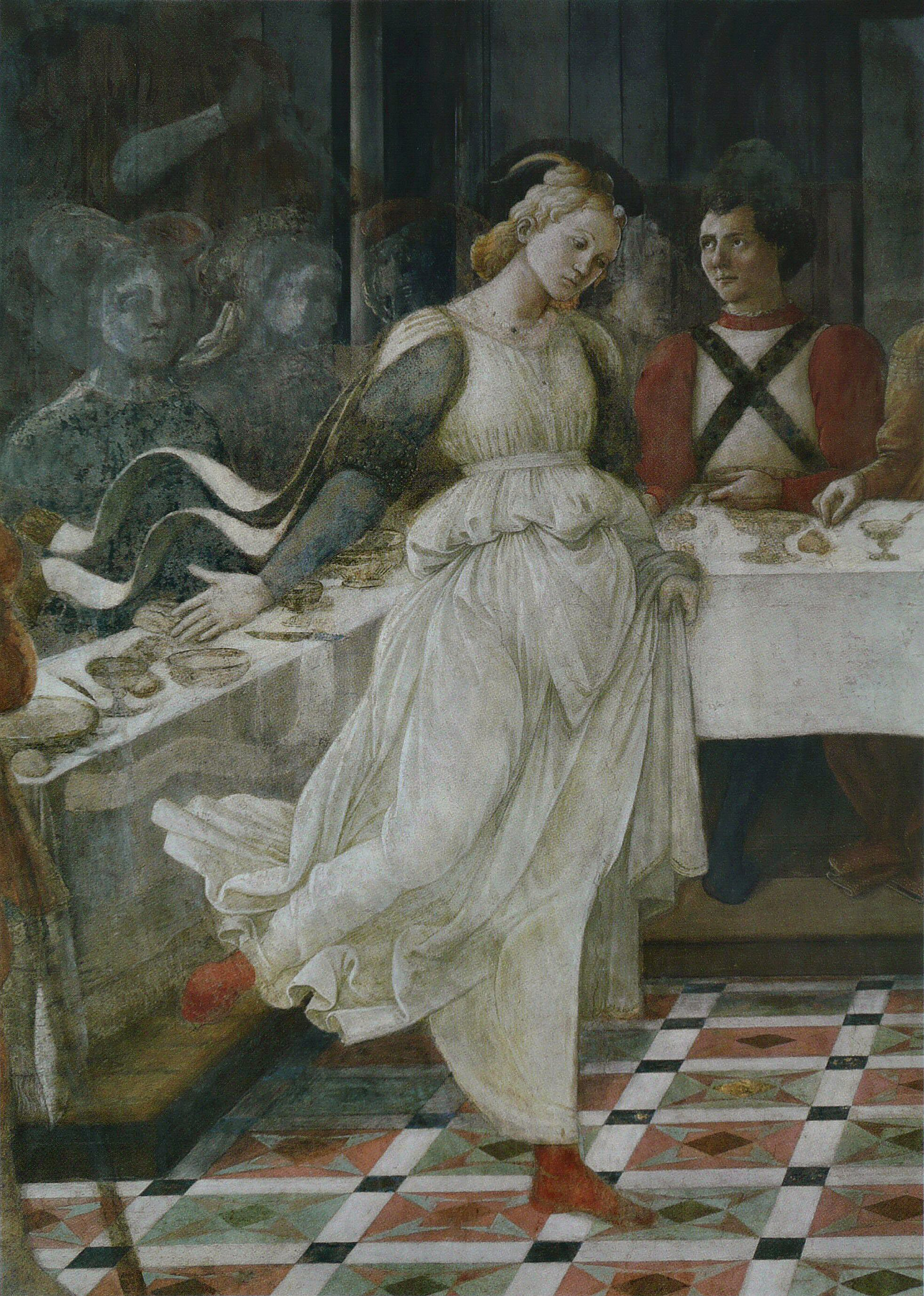
Salomè-Lucrezia Buti negli affreschi di Lippi a Prato

Lucrezia Buti (Firenze, 1435 – XVI secolo) è stata una monaca cristiana italiana, in seguito moglie del pittore Filippo Lippi.

## Biografia
Figlia di Francesco Buti e di Caterina Ciacchi, diventò monaca nel monastero di Santa Margherita di Prato, dove, secondo Vasari, fu incontrata da Filippo Lippi che lavorava in città su la tavola della Madonna dà la Cintola a san Tommaso. Lucrezia Buti fece probabilmente il modello per santa Margherita che si vede a sinistra del dipinto originale.
Filippo si innamorò di lei e con grande scandalo la rapì in occasione della processione della Sacra Cintola, facendola stabilire nella propria casa. Lei, come il Lippi, era stata vittima della monacazione forzata per la povertà della sua famiglia e dovette essere ben lieta di abbandonare, venendo in primo momento seguita anche dalla sorella Spinetta e da tre consorelle, le quali però, a differenza di Lucrezia, tornarono presto in monastero per placare lo scandalo suscitato.
Dall'unione dei due nacque Filippino Lippi nel 1457 e nel 1465 la figlia Alessandra Lippi. La relazione tra il frate Filippo e la monaca Lucrezia destò molto scandalo all'epoca e venne osteggiata in tutti i modi dalla curia. Solo grazie all'interessamento di Cosimo il Vecchio la coppia ottenne una dispensa dai voti da Pio II per potersi sposare, regolarizzando la loro unione. Ha generato alcuni equivoci la frase di Vasari che Filippo preferisse fare "di sé e dell'appetito suo", cioè non volesse sposarsi, ma ciò è da leggersi come decrittivo della condotta iniziale del pittore, prima di ricevere la dispensa papale. È infatti assai inverosimile per la società del tempo che la coppia convivesse senza sacramento, ignorando i benefici ricevuti nientemeno che dal papa, cosa che avrebbe di certo portato il Lippi alla scomunica e quindi all'impossibilità di lavorare e di ricevere compensi. 
I due convissero quindi in una casa in piazza del Duomo, vicino a dove il Lippi era impegnato nella realizzazione degli affreschi della cappella maggiore. Lucrezia fu forse il modello della sinuosa Salomè e il suo volto idealizzato si trova anche in altri capolavori del pittore, come la celeberrima Lippina degli Uffizi.